# Hencovce
Hencovce – wieś (obec) na Słowacji, położona w kraju preszowskim w powiecie Vranov nad Topľou. Leży na zachodnim brzegu rzeki Ondawy. Według danych za dzień 31 grudnia 2016 miejscowość zamieszkiwało 1345 osób, w tym 676 mężczyzn i 669 kobiet.
Pierwsza wzmianka pisemna o miejscowości pojawiła się w roku 1363. W XV wieku w miejscowości znajdował się młyn zbożowy, a od XVI w. uprawiano winorośl. W 1970 roku Hencovce weszły w skład miasta Vranov nad Topľou, lecz pod koniec lat 90. XX w. znów uzyskały samodzielność.
W miejscowości znajduje się rzymskokatolicki kościół Najświętszego Serca Pana Jezusa zbudowany w latach 1958–1969 oraz kościół ewangelicki z 2006 roku.